# Yeovil
Yeovil es una ciudad y una parroquia civil del sur del condado de Somerset, en Inglaterra. Cuenta con una población de alrededor de 45 000 habitantes.

## Ubicación
La ciudad se encuentra en el distrito local del sur de Somerset y el distrito electoral parlamentario de Yeovil, situado en el límite sur del condado. La ciudad está a 210 km de Londres, a 64 km al sur de Bristol y a 48 km de Taunton. Yeovil está ubicada sobre las carreteras A30 y A37 y tiene dos estaciones para dos líneas ferroviarias diferentes. Yeovil Pen Mill está en la línea de Bristol a Weymouth, atendida por los servicios de la compañía ferroviaria First Great Western, mientras que Yeovil Junction está en la línea Waterloo de Londres a Exeter, servida por South West Trains. 

## Historia
Contiene restos paleolíticos, ya que estaba en una antigua calzada romana y fue registrada en el Libro Domesday como la ciudad de "Givele" o "Ivle", que más tarde sería un centro industrial. Durante la Edad Media, la población de la ciudad sufrió la muerte negra, así como varios incendios graves. En el siglo XX se convirtió en centro de las industrias aeronáutica y de defensa, por lo que fue blanco de bombardeos durante la Segunda Guerra Mundial. Otras compañías de fabricación y venta al por menor tienen también sus sedes en la ciudad en la actualidad.

## Lugares de interés

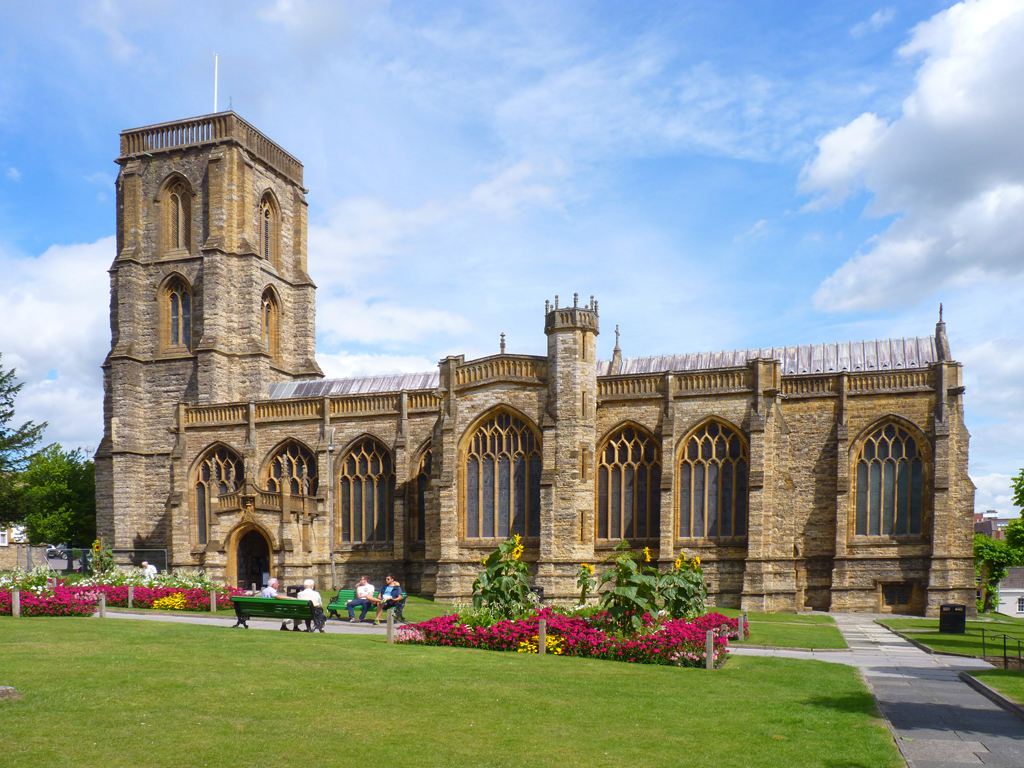
Iglesia de San Juan Bautista

Yeovil Country Park, que incluye Ninesprings, es uno de sus varios espacios abiertos. Hay diversas instalaciones educativas, culturales y deportivas. Entre los lugares religiosos se destaca la iglesia de San Juan Bautista, del siglo XIV. Hay un pequeño museo del ferrocarril.

## Personas notables
- Datos: Q550110
- Multimedia: Yeovil / Q550110